# Abderrazak Ben Hassine
Abderrazak Ben Hassine, né le 13 mai 1957, est un athlète tunisien, spécialiste du lancer du disque et du lancer du poids.

## Biographie
Entamant sa carrière au sein du Club olympique de Kélibia, il remporte en 1971 son premier titre national au lancer du poids chez les minimes. Il devient par la suite un champion incontesté dans ses deux disciplines et s'approprie à 17 ans les deux records nationaux. Le 30 novembre 1974, il bat le record de Tunisie du lancer du disque avec 50,72 m puis établit le record de Tunisie du lancer du poids le 7 décembre 1974 avec 14,98 m. Il améliore ses records à plusieurs reprises.
En 1975, il remporte la médaille d'argent du lancer du disque aux championnats maghrébins d'athlétisme puis devient, en juin 1976, champion du monde scolaire de la même spécialité. En 1978, il change de club pour rejoindre l'Association sportive militaire de Tunis, un club où les conditions d'entraînement et de progression sont plus favorables. Il remporte la médaille d'or du lancer du disque lors des premiers championnats d'Afrique, en 1979 à Dakar (Sénégal), avec la marque de 54,60 m. Il obtient la médaille d'argent lors de l'édition de 1984.
Au niveau national, il remporte dix fois le championnat de Tunisie du lancer du disque et quatre fois celui du lancer du poids.

### Palmarès
| Date | Compétition             | Lieu       | Résultat | Épreuve          | Performance |
| ---- | ----------------------- | ---------- | -------- | ---------------- | ----------- |
| 1977 | Championnats panarabes  | Damas      | 1er      | Lancer du disque | 48,12 m     |
| 1978 | Jeux africains          | Alger      | 2e       | Lancer du disque | 55,74 m     |
| 1979 | Championnats panarabes  | Bagdad     | 1er      | Lancer du disque | 51,46 m     |
| 1979 | Championnats d'Afrique  | Dakar      | 1er      | Lancer du disque | 54,60 m     |
| 1981 | Championnats panarabes  | Tunis      | 1er      | Lancer du disque | 51,46 m     |
| 1981 | Championnats maghrébins | Alger      | 1er      | Lancer du disque | 56,32 m     |
| 1981 | Championnats maghrébins | Alger      | 1er      | Lancer du poids  | 15,70 m     |
| 1983 | Championnats panarabes  | Amman      | 1er      | Lancer du disque | 53,36 m     |
| 1983 | Championnats maghrébins | Casablanca | 1er      | Lancer du disque | 53,74 m     |
| 1984 | Championnats d'Afrique  | Rabat      | 2e       | Lancer du disque | 54,46 m     |
| 1986 | Championnats maghrébins | Tunis      | 1er      | Lancer du disque | 49,06 m     |
| 1987 | Championnats panarabes  | Alger      | 3e       | Lancer du disque | 52,12 m     |

### Records
| Épreuve          | Performance | Lieu  | Date         |
| ---------------- | ----------- | ----- | ------------ |
| Lancer du disque | 56,32 m     | Alger | 25 juin 1981 |